# Función umbral
En matemáticas, una función umbral (más conocida en inglés como threshold function) es una función booleana monótona ƒ : {0,1}n → {0,1}, donde existen n+1 reales no negativos w1, w2, ..., wn, t tales que:
{\displaystyle f(x)={\begin{cases}1,&{\mbox{si }}\sum w_{i}x_{i}\geq t,\\0,&{\mbox{si }}\sum w_{i}x_{i}<t.\end{cases}}}
Mediante esta función es posible definir un grafo umbral.

## Historia
Si bien estas funciones fueron definidas por primera vez en la década de 1960 y desarrolladas más extensamente en 1971, están inspiradas en el modelo matemático de neurona de McCulloch-Pitts, propuesto en 1943.
En el contexto de la teoría de juegos, por su parte, estas funciones son además equivalentes a los juegos de mayoría ponderada, siendo estos mencionados por primera vez en 1944 y 1956.

## Complejidad computacional
Del punto de vista de la complejidad computacional, se sabe que son computables en tiempo polinómico. De hecho corresponden a una subclase (estricta) de las funciones booleanas 2-monótonas, las cuales también se pueden computar eficientemente.